# Verdun-sur-Garonne
Verdun-sur-Garonne is een gemeente in het Franse departement Tarn-et-Garonne (regio Occitanie). De plaats maakt deel uit van het arrondissement Montauban. Verdun-sur-Garonne telde op 1 januari 2022 4.914 inwoners.

## Geschiedenis
De plaats werd voor het eerst vermeld in de 10e eeuw. Al in de 12e eeuw had Verdun een rivierhaven op de Garonne, de eerste stroomafwaarts van Toulouse. De stad was volledig ommuurd. In 1216 werd begonnen met de bouw van de kerk Saint-Michel. Tijdens de Herderkruistocht van 1320 werden in het kasteel van Verdun naar verluidt 500 Joden gedood.
Door de aanleg van het Canal de Garonne ten oosten van Verdun en de komst van de spoorweg in de 19e eeuw nam het belang van de rivierhaven van Verdun af. In 1901 werd de gemeente Savenès afgesplitst van Verdun-sur-Garonne.

## Geografie
De oppervlakte van Verdun-sur-Garonne bedroeg op 1 januari 2022 36,26 vierkante kilometer; de bevolkingsdichtheid was toen 135,5 inwoners per km². Het centrum van de gemeente ligt op de linkeroever van de Garonne, 26 km ten zuidwesten van Montauban en 40 km ten noordwesten van Toulouse. In een meander van de Garonne ligt het natuurgebied Île de Labreille (een Natura 2000-gebied van 32 ha).
De onderstaande kaart toont de ligging van Verdun-sur-Garonne met de belangrijkste infrastructuur en aangrenzende gemeenten.

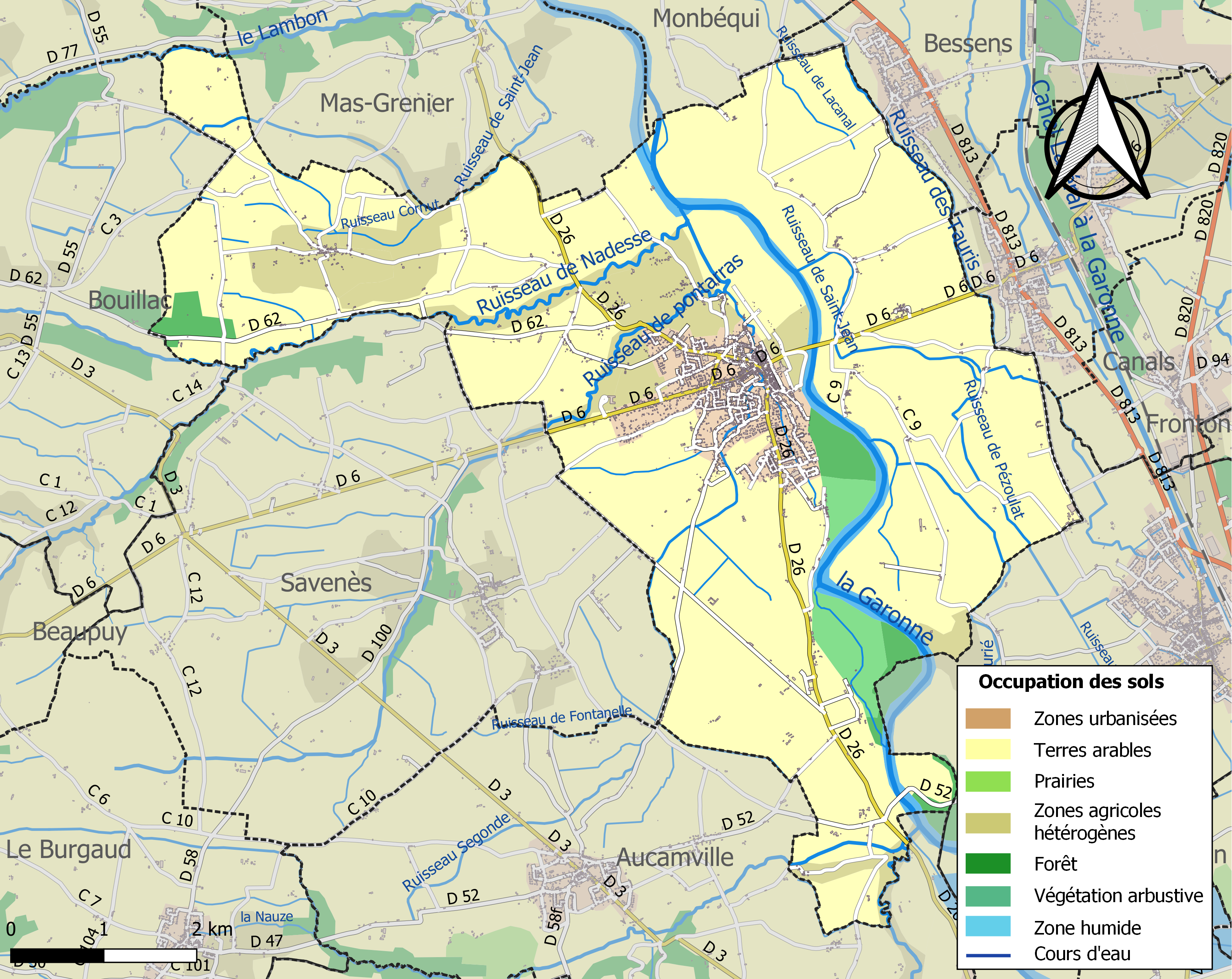

## Demografie
Onderstaande figuur toont het verloop van het inwonertal (bron: INSEE-tellingen).

## Bezienswaardigheden
- Kerk (Église de l'Assomption-et-de-Saint-Michel), een historisch monument sinds 1910. De kerk bevat een historisch orgel van Jean-François L'Épine uit 1767 en loden doopvonten uit de 13e eeuw.
- Kasteel van Verdun-sur-Garonne of Château de la Reine Margot (19e-eeuws, op de plaats van het middeleeuwse kasteel)
- Gemeentehuis (1875)
- Resten van de stadsomwalling
- Fontaine du Touron

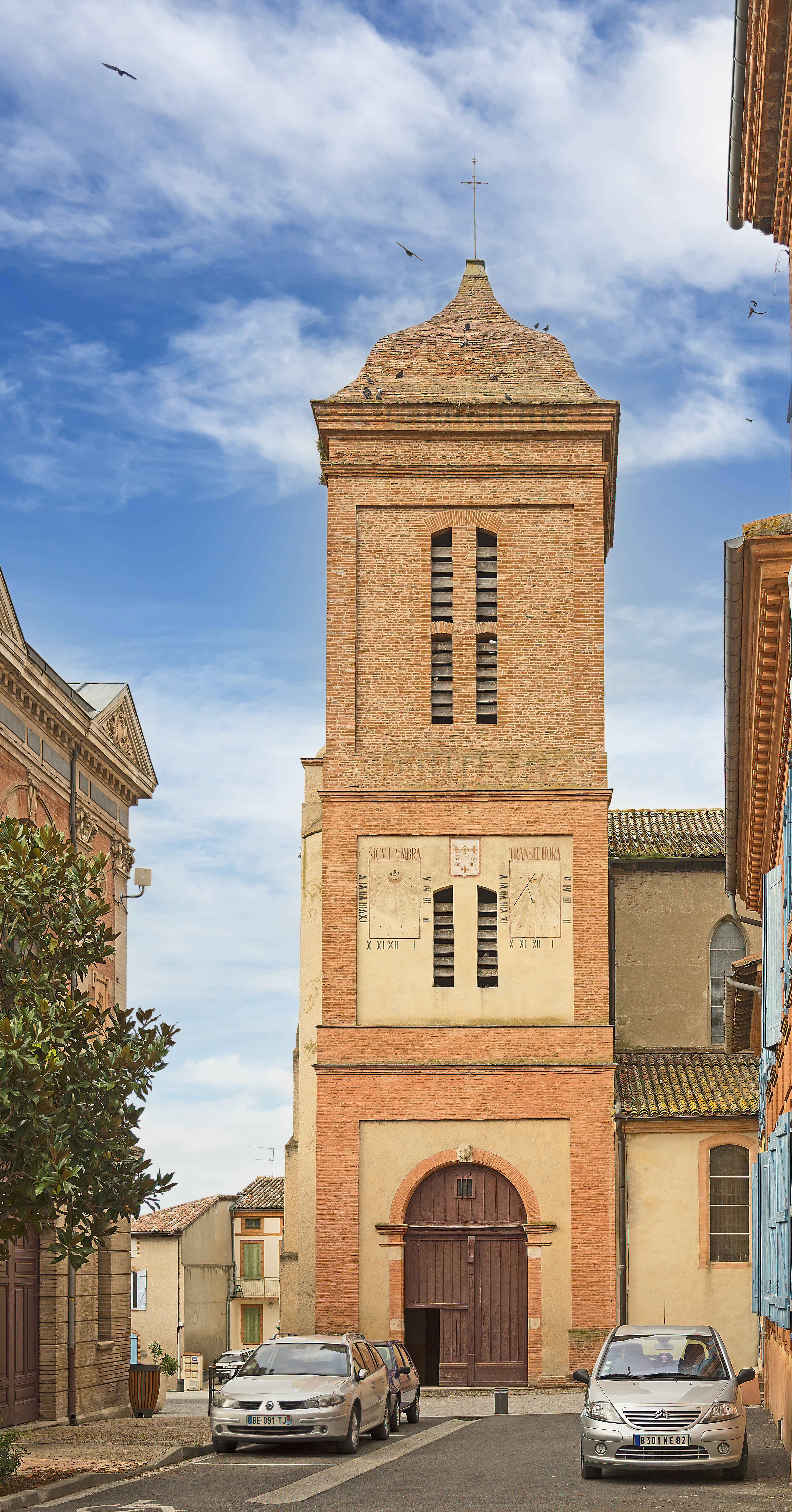
Kerktoren Saint-Michel
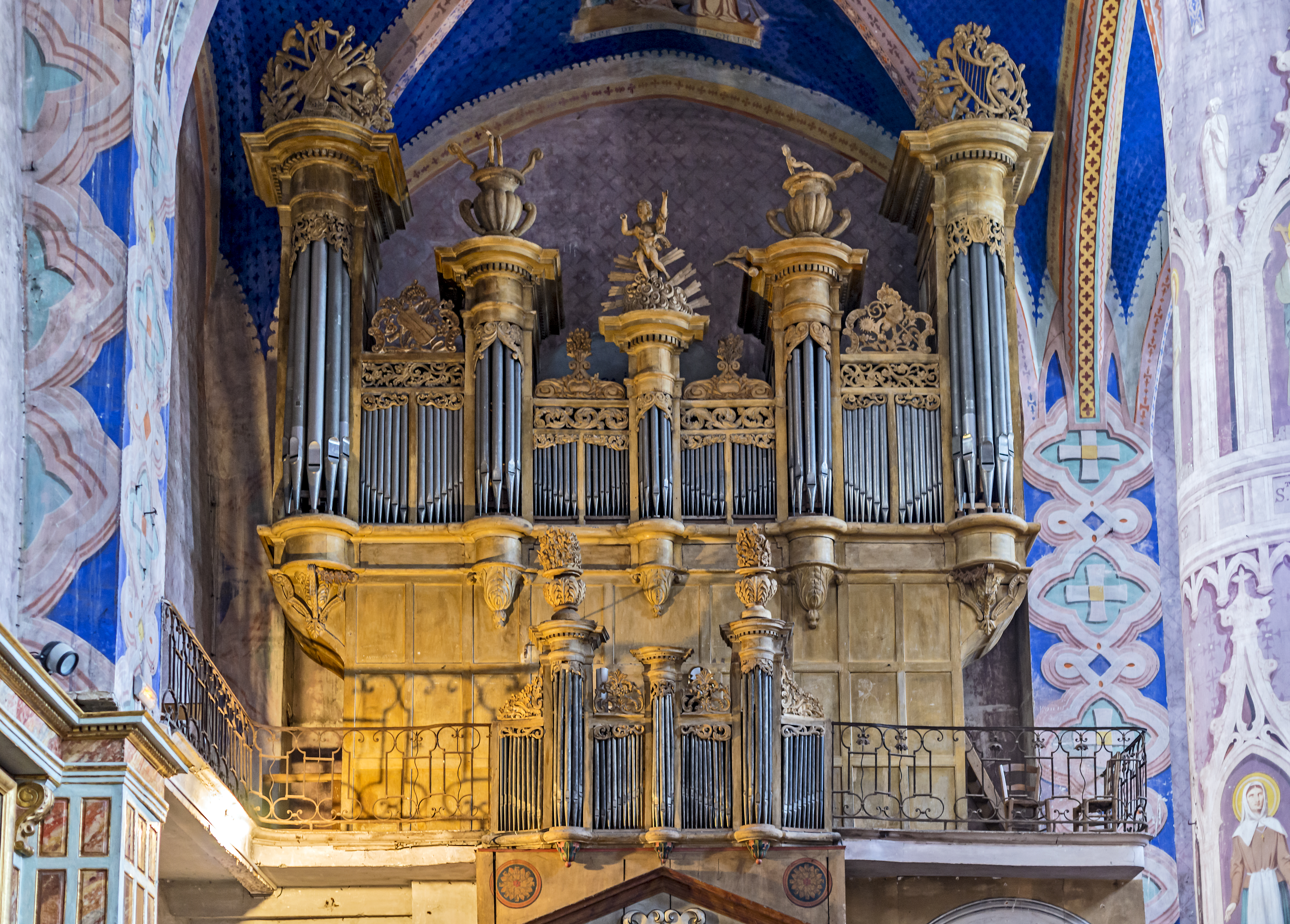
Kerkorgel
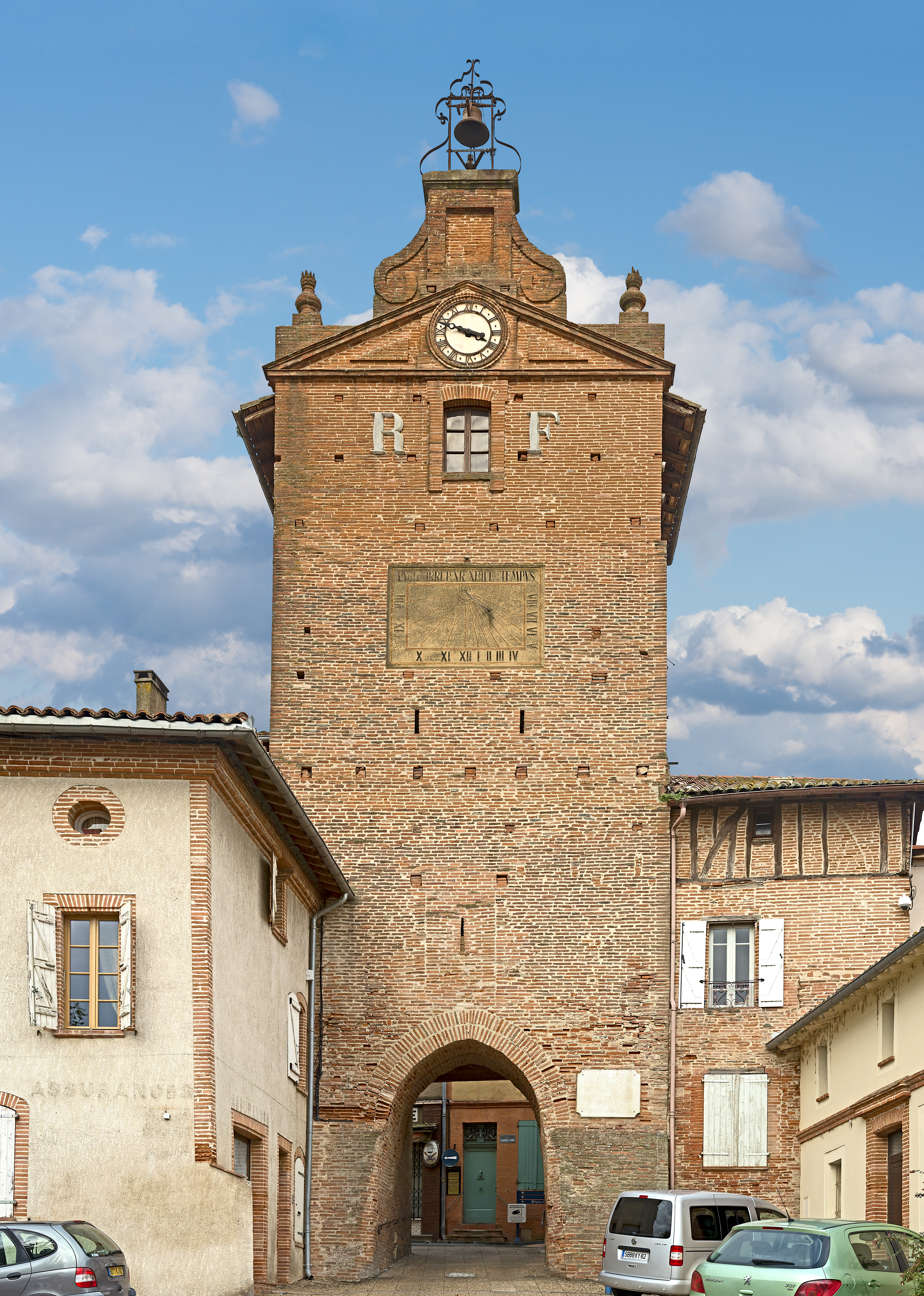
Tour de l'Horloge
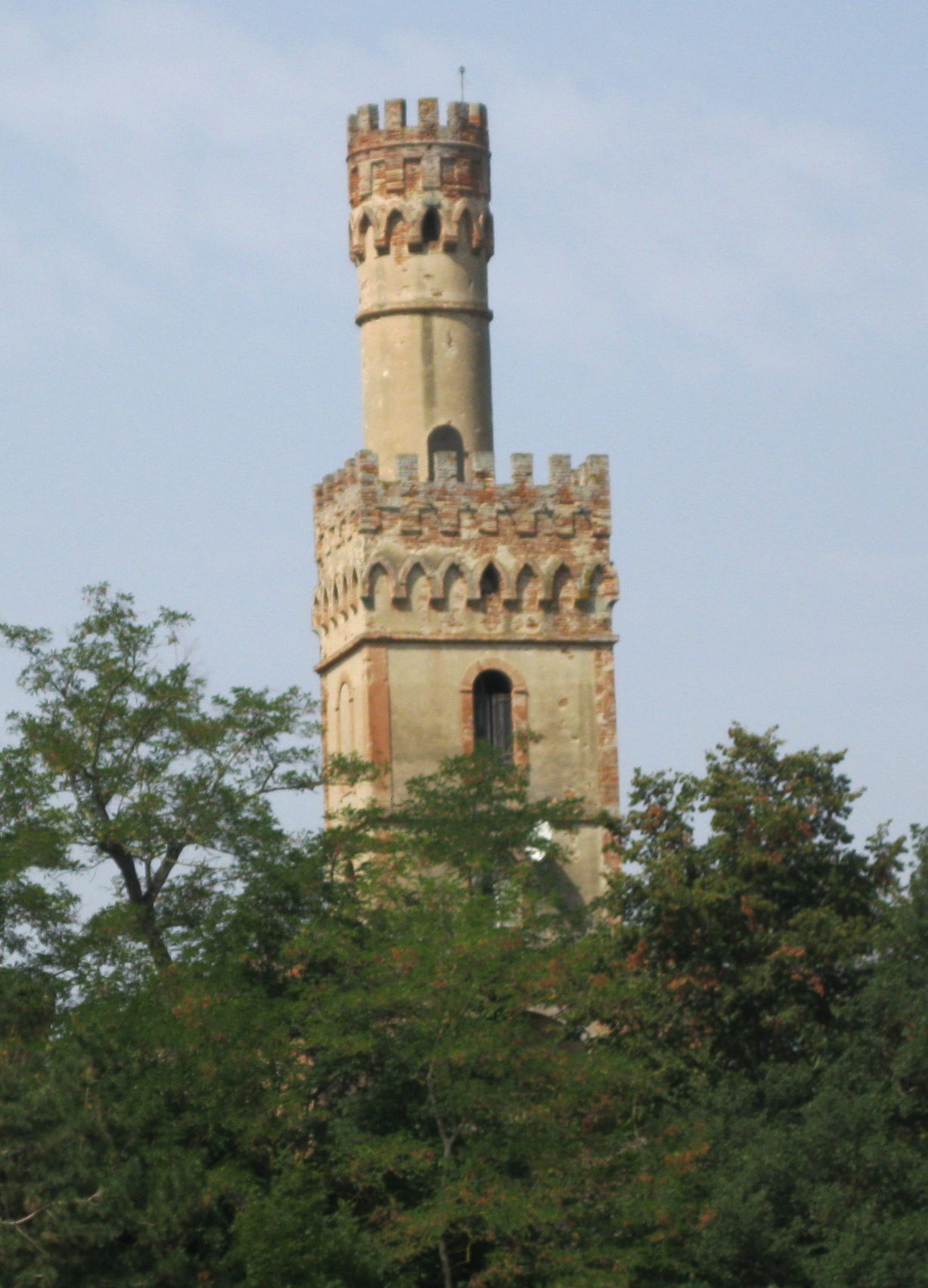
Kasteel van Verdun-sur-Garonne
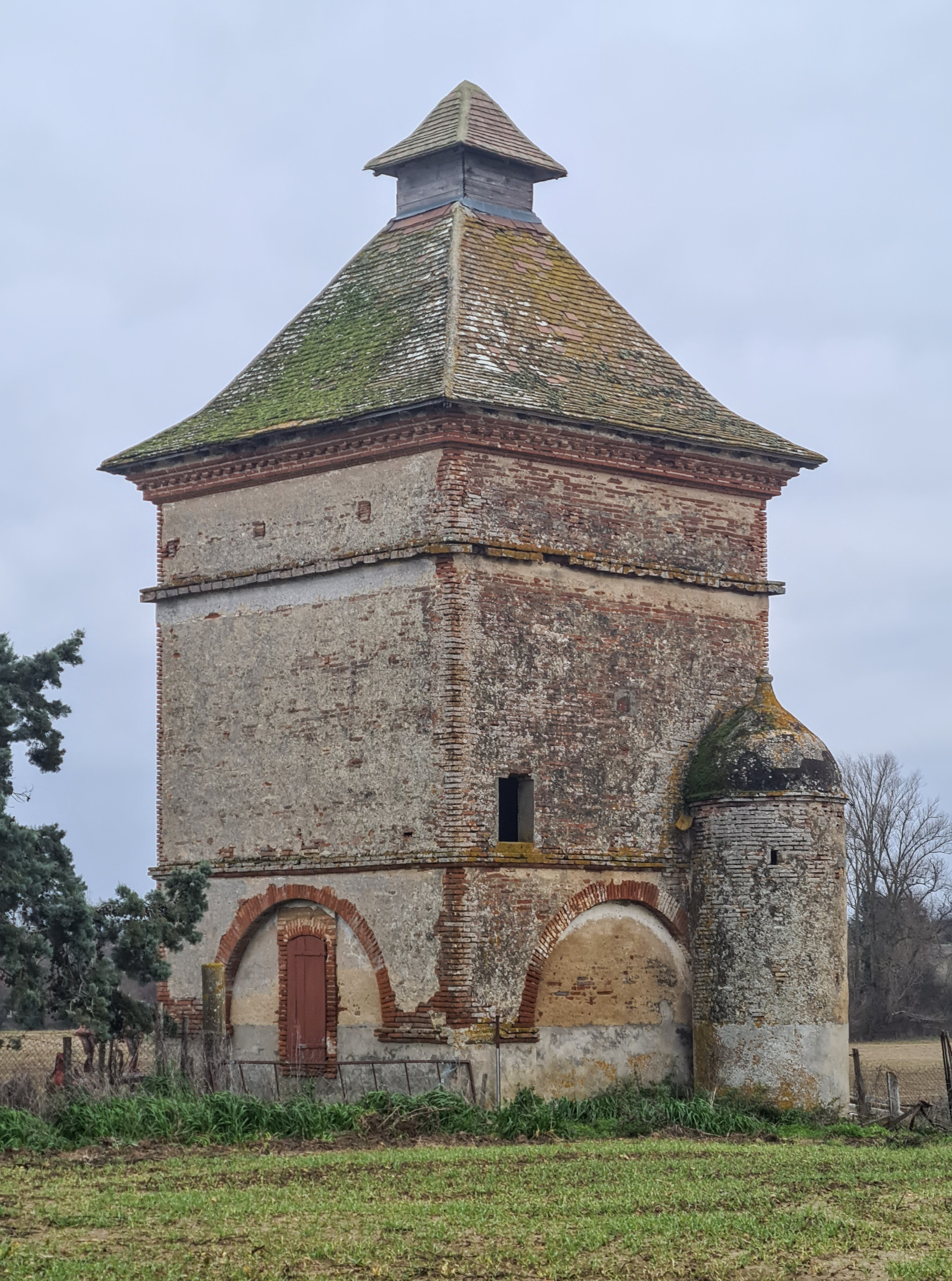
Duiventoren
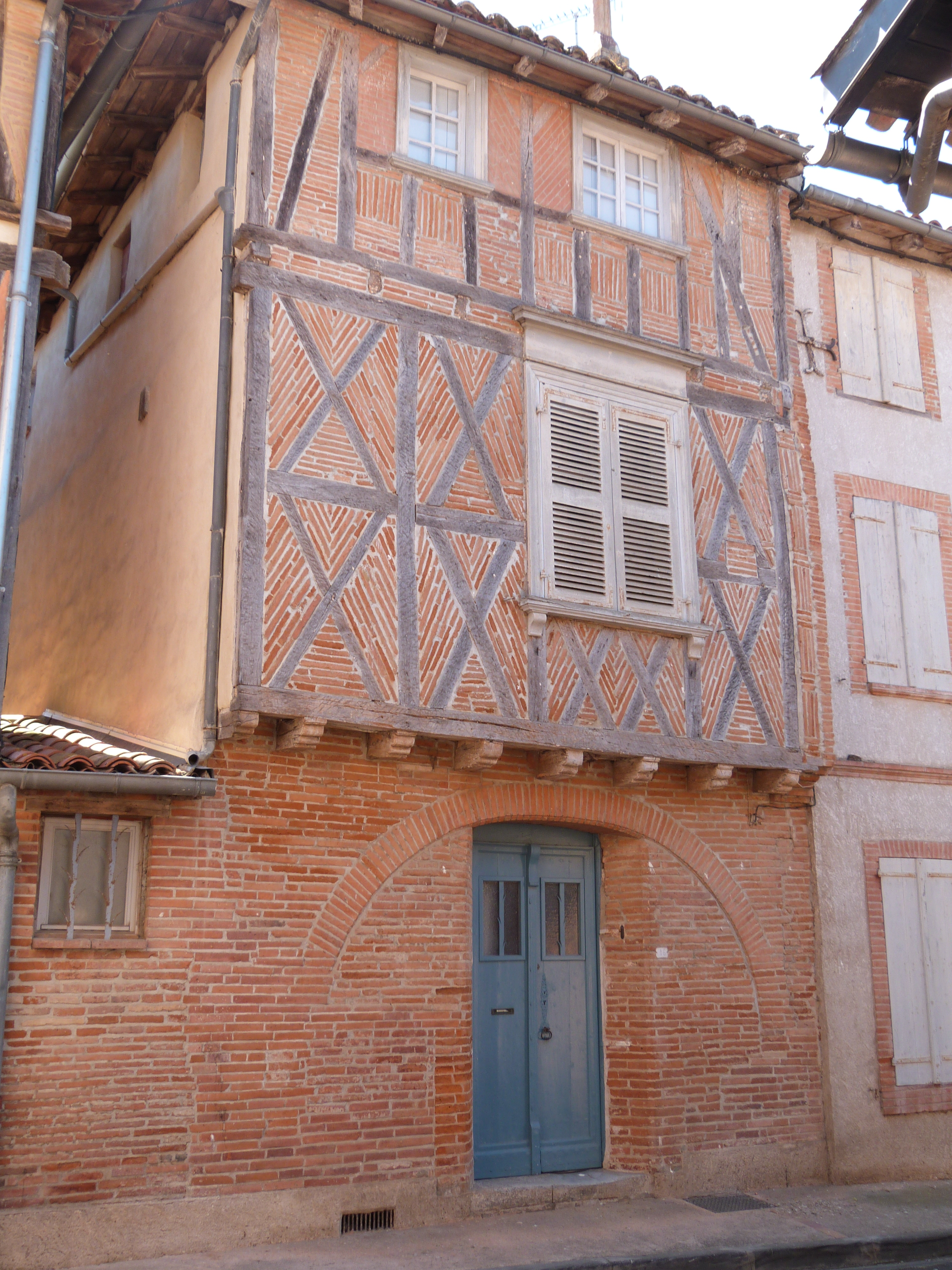
Vakwerkhuis
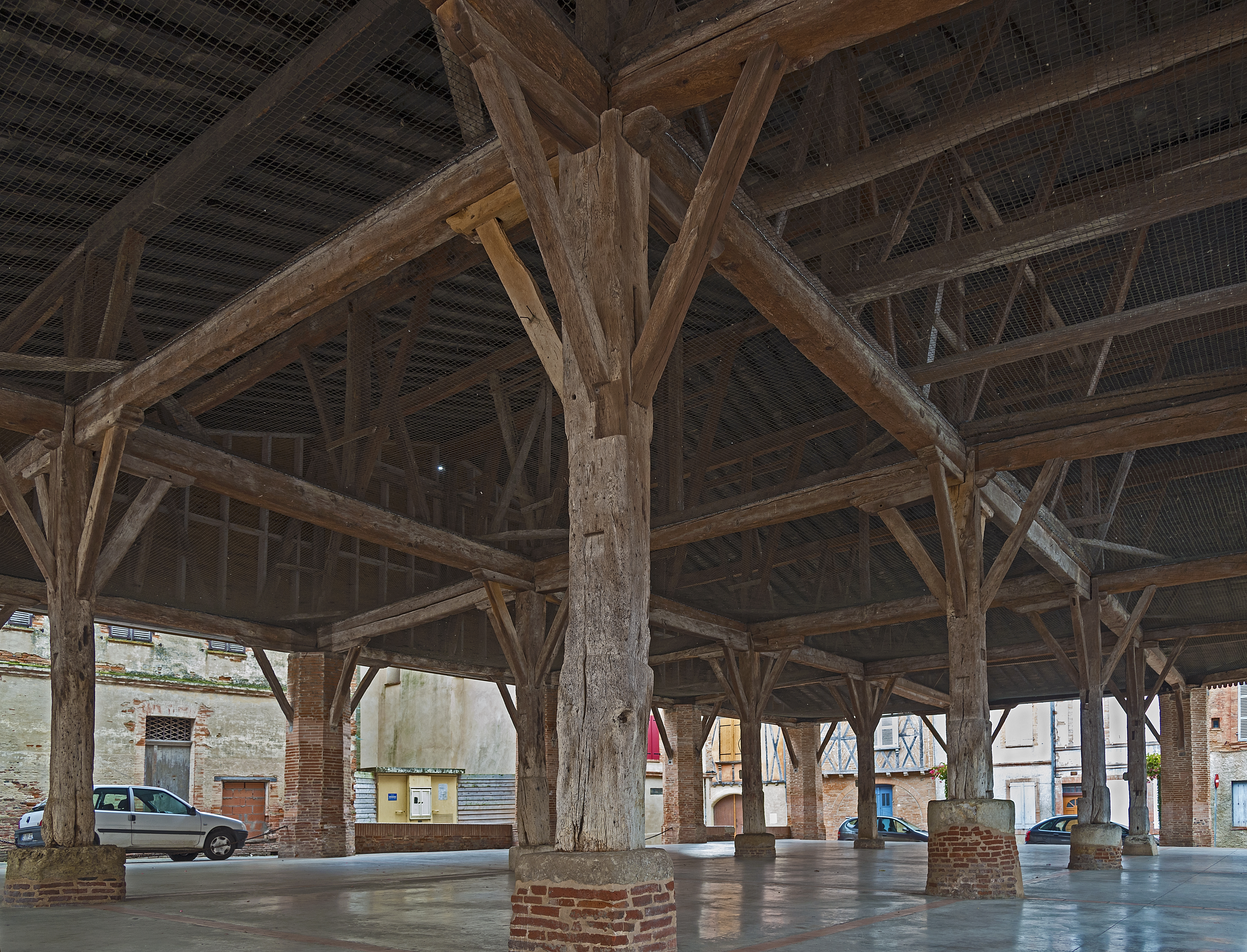
Markthal

## Geboren
- François-Joseph Double (1776-1842), arts
- Henri Jauvert (1851-1926), schrijver
- Joseph Capgras (1873-1950), psychiater
- Françoise Imbert (1947), politica